# Ulrich von Hassell

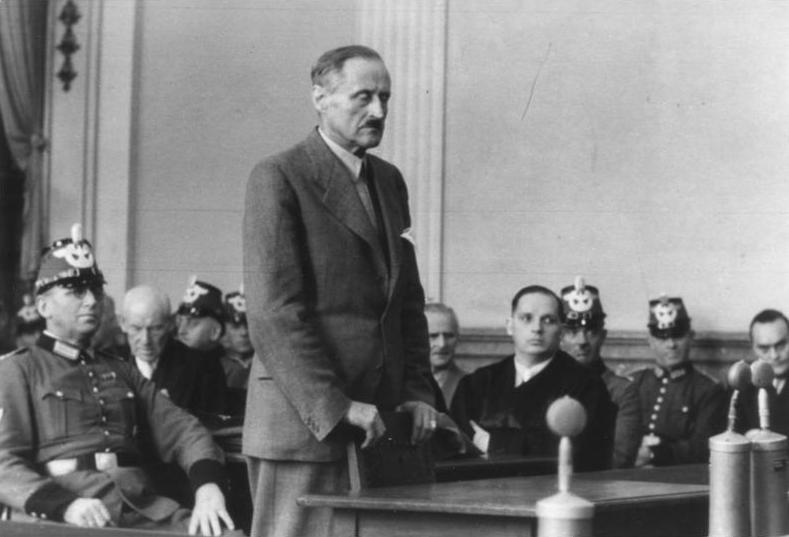
Ulrich von Hassell vor dem Volksgerichtshof, 1944

Christian August Ulrich von Hassell (* 12. November 1881 in Anklam; † 8. September 1944 in Berlin-Plötzensee) war ein deutscher Kommunalpolitiker, Diplomat und Widerstandskämpfer beim Attentat vom 20. Juli 1944.

## Familie

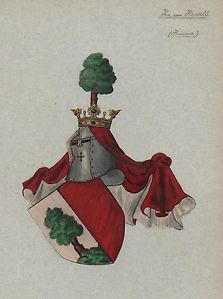
Wappen derer von Hassell, ca. 15. Jahrhundert

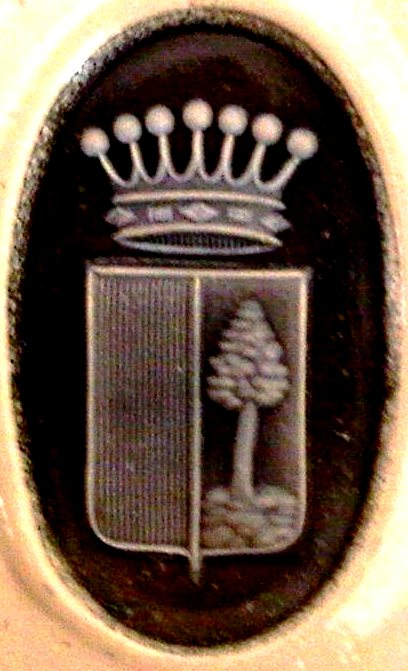
Wappenschild mit Krone derer von Hassell

Von Hassell entstammte dem alten landsässigen Adelsgeschlecht derer von Hassell. Er wurde als Sohn des Hauptmanns (später Oberstleutnants) Ulrich von Hassell und dessen Frau Margarete (geb. von Stosch) geboren. Seine Mutter war eine Nichte Albrecht von Stoschs, des preußischen Staatsministers und Chefs der Admiralität. Sie war eine Urenkelin von Henriette Vogel, die mit Heinrich von Kleist im November 1811 in den Freitod gegangen war. Ulrich von Hassell hat später nicht ausgeschlossen, dass seine stets wachsende Bewunderung für den Dichter durch diesen Umstand mitgeprägt wurde.
Sein Großvater mütterlicherseits war der Patensohn des Grafen August Neidhardt von Gneisenau. Das erklärt das besondere Interesse von Hassells an dem preußischen Reformer, das seinen Niederschlag in einigen Veröffentlichungen fand. Sein 1805 geborener Großvater väterlicherseits, Christian von Hassell, hatte die Juristenlaufbahn gewählt, eine Ausnahme in der alten hannoverschen Familie. Deren Mitglieder waren durchweg Gutsbesitzer oder hatten die Offizierslaufbahn eingeschlagen.
1911 heiratete von Hassell Ilse von Tirpitz, Tochter des Großadmirals Alfred von Tirpitz. Aus der Ehe gingen vier Kinder hervor:
1. Almuth (* 1912; † 1991[1])
2. Wolf Ulrich (* 1913; † 3. März 1999[2]), deutscher Diplomat bei der UN ⚭ Christa von Studnitz, Tochter des Generalleutnants Bogislav von Studnitz
3. Hans Dieter (* 1916; † 26. August 2005[3][4]), Direktor bei Siemens, 1944–1945 in Sippenhaft  ⚭ Elisabeth Freiin von Richthofen
4. Fey von Hassell (* 1918; † 2010[5]), Autorin des Buchs Niemals sich beugen – Erinnerungen einer Sondergefangenen der SS, in der sie ihre Zeit als Sippenhäftling verarbeitet ⚭ Detalmo Pirzio Biroli, Gutsherr und Mitglied der Resistenza

Zu der 1897 in den preußischen Adel erhobenen Familie von Hassel (Kai-Uwe von Hassel) besteht keine verwandtschaftliche Beziehung.

## Leben

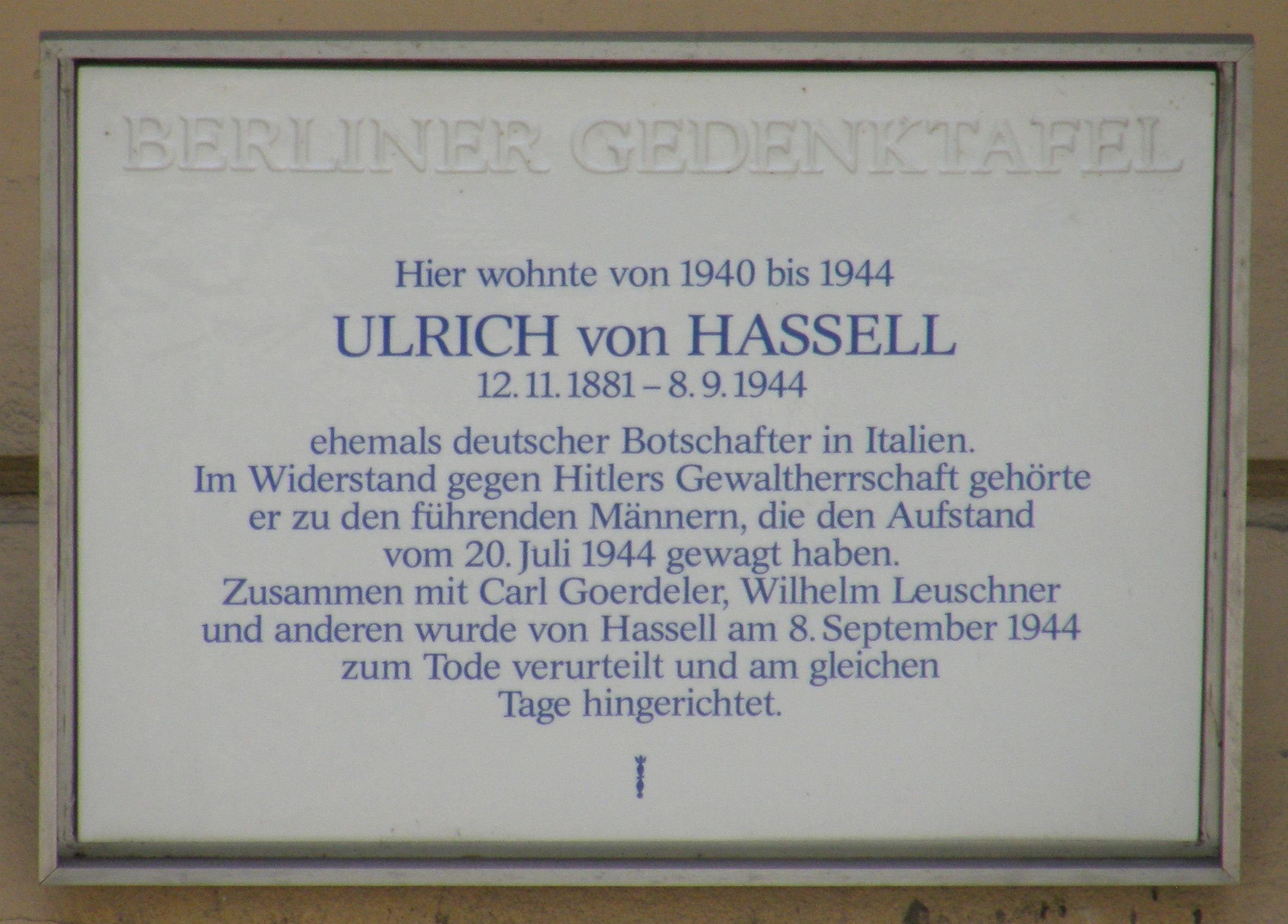
Berliner Gedenktafel in der Fasanenstraße (Berlin) 28

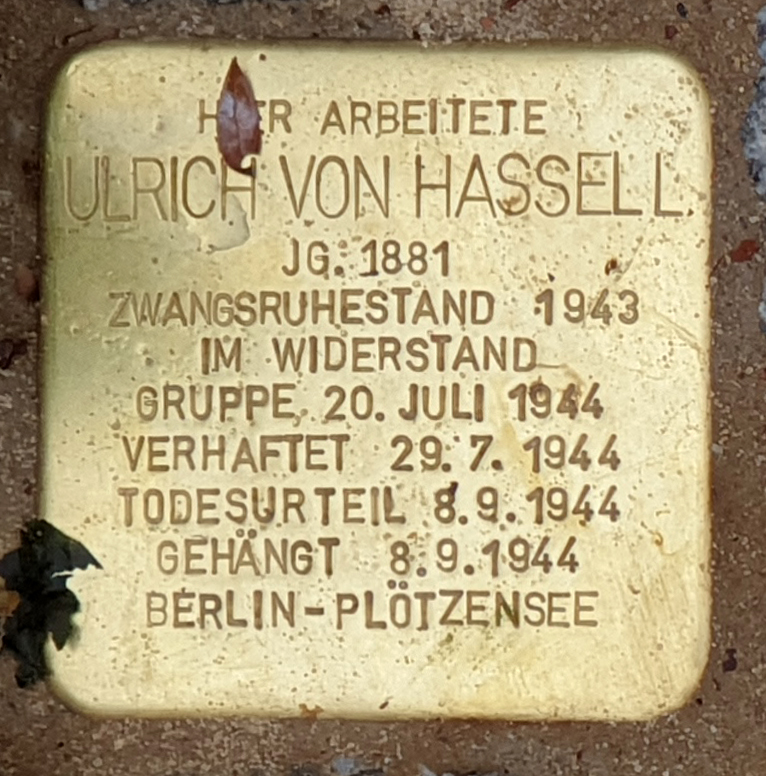
Stolperstein am Haus, Wilhelmstraße 92, in Berlin-Mitte

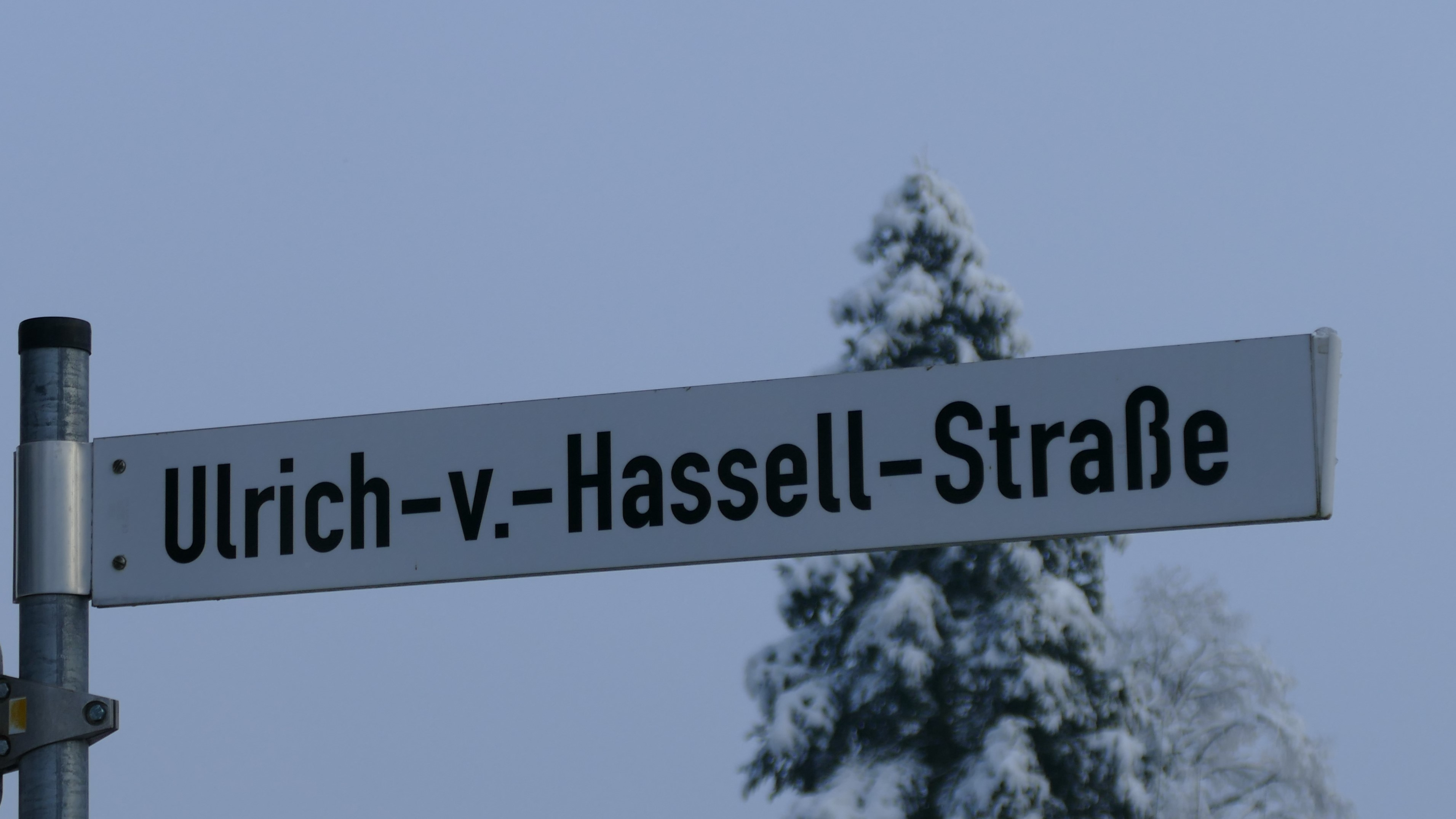
Die Ulrich-von-Hassell-Straße in Ebenhausen

Von 1899 bis 1903 studierte er an der Universität Lausanne, der Eberhard Karls Universität Tübingen und der Friedrich-Wilhelms-Universität zu Berlin Rechtswissenschaft und Volkswirtschaftslehre. 1900 wurde er im Corps Suevia Tübingen recipiert. Nach Aufenthalten in Tsingtau und London trat er 1909 als Assessor in das Auswärtige Amt ein. 1911–1914 war er Vizekonsul in Genua.
Im Ersten Weltkrieg wurde von Hassell in der Schlacht an der Marne am 8. September 1914 durch einen Herzschuss schwer verwundet. Während der weiteren Dauer des Krieges fungierte er als Berater und Privatsekretär seines Schwiegervaters Alfred von Tirpitz, über den er nach dem Krieg eine Biographie verfasste. Von 1917 bis 1920 war er der erste Direktor des Verbands der Preußischen Landkreise in Berlin. Im September 1917 war er Gründungsmitglied der Deutschen Vaterlandspartei.
Nach dem Ende des Krieges und der Auflösung der Vaterlandspartei 1918 trat von Hassell der Deutschnationalen Volkspartei bei. Er setzte sich für einen Neuaufbau des Staats in einem ständisch-konservativen Rahmen ein und distanzierte sich von den rein reaktionären Kräften innerhalb der Partei. Er war Mitglied des Deutschen Herrenklubs, einer einflussreichen Vereinigung von hochgestellten konservativen Persönlichkeiten. Während des Kapp-Putsches 1920 war er von den Putschisten als Außenminister vorgesehen. In den folgenden Jahren kehrte er ins Auswärtige Amt zurück und arbeitete bis Anfang der 1930er Jahre in Rom, Barcelona, Kopenhagen und Belgrad. 1932 wurde von Hassell zum deutschen Botschafter beim Königreich Italien ernannt.
Zum 1. November 1933 trat von Hassell in die NSDAP ein (Mitgliedsnummer 3.285.722). Er war entschiedener Gegner des 1937 zwischen dem Deutschen Reich, Italien und Japan geschlossenen Antikominternpakts und trat für eine abendländisch-christliche Einheit Europas ein. Im September 1937 wurde er Mitglied des Nationalsozialistischen Kraftfahrkorps, in dem er zum Ehren-Brigadeführer ernannt wurde. Im Februar 1938 wurde von Hassell durch Hitler als Botschafter abberufen. Dies war eine Folge der Blomberg-Fritsch-Krise und der Ernennung Joachim von Ribbentrops – dessen politische Ansichten er nicht teilte – zum Außenminister. Er schied aber nicht völlig aus dem diplomatischen Dienst aus: So leitete er unmittelbar nach dem deutschen Überfall auf Polen am 1. September 1939 eine Delegation, um bei den nordeuropäischen Regierungen Befürchtungen über einen bevorstehenden deutschen Überfall zu zerstreuen. Seit 1938 hatte von Hassell einen Wohnsitz in Ebenhausen im Isartal.
Nach Beginn des Zweiten Weltkrieges beteiligte er sich an Plänen zum Putsch gegen Hitler. Von Hassell fungierte dabei als Vermittler zwischen den konservativen Widerstandsgruppen um Carl Friedrich Goerdeler und Ludwig Beck (diese Gruppe nannte von Hassell einmal in Bezug auf ihre Anglophilie ironisch His Majesty’s most loyal opposition) und den jüngeren Widerständlern im Kreisauer Kreis; in den Weißen Blättern schrieb er ab Mitte 1939 Artikel.
Ab 1940 wurde er Mitglied im Vorstand des Mitteleuropäischen Wirtschaftstags und ein enger Mitarbeiter von Tilo von Wilmowsky. Während dieser Zeit führte er mit den Westalliierten Gespräche über die Zeit nach einem möglichen Staatsstreich. Er entwarf zusammen mit Goerdeler, Beck und Johannes Popitz Planungen für die innere Ordnung Deutschlands nach einem erfolgreichen Putsch gegen Hitler. Auch machte er sich Gedanken über die Neuordnung Europas nach dem Krieg. Für eine Übergangsregierung war er als Außenminister vorgesehen. Indessen war er seit 1943 aus dem eigentlichen Zentrum des Widerstands ausgeschieden und auch über die Staatsstreichbemühungen um Claus Schenk Graf von Stauffenberg nicht mehr im Bilde.
Aus mehreren Tagebucheinträgen von Hassells geht hervor, dass er vom Holocaust wusste, zum Beispiel am 15. Mai 1943:

„Erschütternde Berichte des braven Zähringer [Frauendorfer] aus Polen. Während Frank öffentlich erklärt, man wolle Polen ein menschenwürdiges freies Dasein geben und während man – vergeblich – die Welt durch die bolschewistischen Morde in Katyn abzulenken sucht, haust die SS in Polen weiter in unvorstellbarer beschämendster Weise. Unzählige Juden werden in besonders dazu gebauten Hallen vergast, jedenfalls Hunderttausende.“

Am 3. Juli 1944 gehörte Hassell neben Ludwig Beck, Friedrich Olbricht und anderen zu den von Ferdinand Sauerbruch geladenen Geburtstagsgästen (Sauerbruch, dessen Sohn Peter mit Stauffenberg befreundet war, wurde nach dem Attentat vom 20. Juli wie sein Sohn als zunächst verdächtiger Zeuge verhört). Am 29. Juli 1944 wurde von Hassell wegen seiner Verstrickung in den Staatsstreichversuch von der Gestapo verhaftet, was er, an seinem Schreibtisch sitzend, bereits erwartet hatte. Am 8. September wurde er nach zweitägiger Verhandlung unter Vorsitz von Roland Freisler vom Volksgerichtshof zum Tod verurteilt und zwei Stunden später in Plötzensee mit einer Drahtschlinge gemeinsam mit Georg Alexander Hansen, Paul Lejeune-Jung, Ulrich Wilhelm Graf Schwerin von Schwanenfeld, Günther Smend und Josef Wirmer gehängt.

## Postume Ehrungen

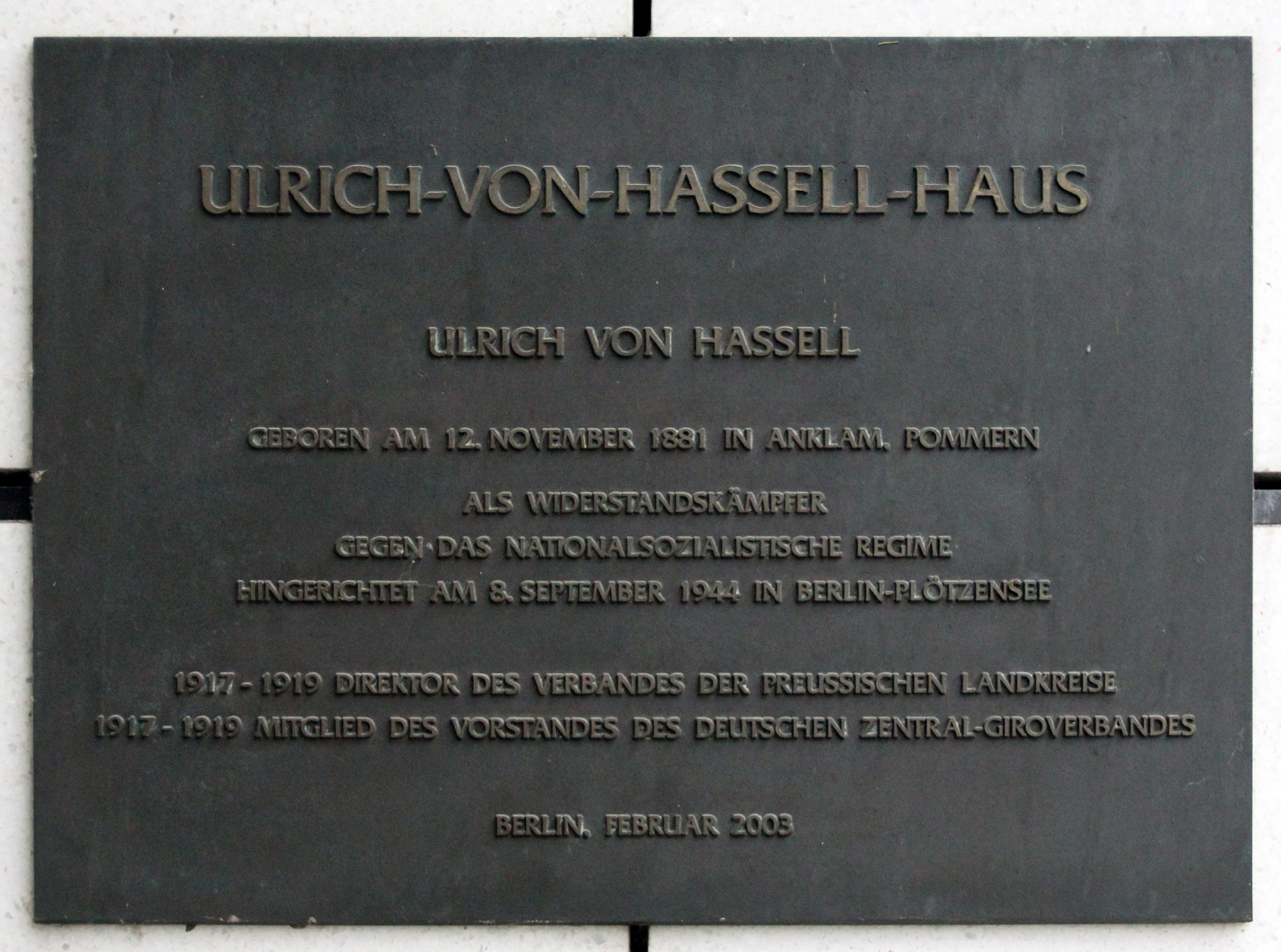
Gedenktafel am Ulrich-von-Hassell-Haus in Tiergarten

In Duisdorf, Leverkusen, Gütersloh, Celle und Monheim am Rhein ehrten die Stadtverwaltungen Ulrich von Hassell durch Benennung einer Straße. Auch in seinem zeitweiligen Wohnort Ebenhausen (Schäftlarn) erinnert in der nach ihm benannten Straße eine Gedenktafel „an Hassell und sein Vermächtnis“. In Berlin-Gropiusstadt erinnert seit 1968 der Ulrich-von-Hassell-Weg an den Diplomaten. Das Verbandsgebäude des Deutschen Landkreistages und des Bundesverbandes Öffentlicher Banken Deutschlands in Berlin an der Lennéstraße 11 erhielt bei der Enthüllung der Bronzegedenktafel am 18. Februar 2003 den Namen Ulrich-von-Hassell-Haus. Ulrich von Hassell gehört zu den hingerichteten Corpsstudenten, die 70 und 75 Jahre nach dem Attentat in der Gedenkstätte Plötzensee geehrt wurden. Es sprachen Wolfgang von der Groeben (2014) und Rüdiger Döhler (2019).
Am 5. November 2021 wurde vor dem ehemaligen deutschen Außenministerium, Berlin-Mitte, Wilhelmstraße 92, ein Stolperstein für ihn verlegt.

## Werke
- Im Wandel der Außenpolitik: Von der französischen Revolution bis zum Weltkriege; Bildnisskizzen. F. Bruckmann München 1939.[25]
- Das Drama des Mittelmeers. Reinshagen, Berlin 1940.[26]
- Pyrrhus. München 1947. Manuskript 1944 fertiggestellt, veröffentlicht bei Münchner Verlag und graphische Kunstanstalten.
- Die Hassell-Tagebücher 1938–1944. Aufzeichnungen vom Anderen Deutschland. Hrsg. von Friedrich Freiherr Hiller von Gaertringen, nach der Handschrift revidierte und erweiterte Ausgabe. Siedler, Berlin 1988, ISBN 3-88680-017-2. (Goldmann-Taschenbuch, München 1994, ISBN 3-442-12864-1)
- Vom Andern Deutschland. Aus den nachgelassenen Tagebüchern 1938–1944
  - Atlantis-Verlag Zürich, 3. Aufl. 1947[27]
  - Fischer Bücherei, Frankfurt 1964 (mit einem Geleitwort von Hans Rothfels)
- Das Ringen um den Staat der Zukunft. In: Schweizer Monatshefte, Band 44, Heft 4. 1964–1965. S. 314–327 (Digitalisat). Veröffentlicht durch den Herausgeber der Schweizer Monatshefte, Fritz Rieter-Wieland, der mit Ulrich von Hassell in engem Briefkontakt stand.
- Der Kreis schliesst sich: Aufzeichnungen in der Haft 1944. Propyläen, Berlin 1994, ISBN 3-549-05158-1.
- Römische Tagebücher und Briefe 1932–1938. Hrsg. von Ulrich Schlie. Herbig, 2004, ISBN 3-7766-2395-0.

## Auszeichnungen
- St. Alexander-Orden I. Klasse
- Orden der aufgehenden Sonne I. Klasse
- Ritterorden der hl. Mauritius und Lazarus, Großkreuz
- Orden der Krone von Jugoslawien, Großkreuz
- Dannebrog-Orden, Großkreuz
- Orden Isabellas der Katholischen, Komturstern
- Orden vom Doppelten Drachen, III. Klasse, I. Grades
- Osmanje-Orden
- Rechtsritter des Johanniterordens (Eintritt als Ehrenritter 1925)